# Марк Міллекампс
Марк Міллекампс (нід. Marc Millecamps, нар. 9 жовтня 1950, Варегем) — бельгійський футболіст, що грав на позиції півзахисника.
Виступав, зокрема, за клуб «Варегем», а також національну збірну Бельгії.

## Клубна кар'єра
У дорослому футболі дебютував 1968 року виступами за команду клубу «Варегем», кольори якої і захищав протягом усієї своєї кар'єри гравця, що тривала двадцять один рік.

## Виступи за збірну
У 1980 році дебютував в офіційних матчах у складі національної збірної Бельгії. Протягом кар'єри у національній команді, яка тривала усього 3 роки, провів у формі головної команди країни 6 матчів.
У складі збірної був учасником чемпіонату Європи 1980 року в Італії, де разом з командою здобув «срібло», чемпіонату світу 1982 року в Іспанії.

## Титули і досягнення
- Віце-чемпіон Європи: 1980
- Володар Кубка Бельгії: 1973/74
- Володар Суперкубка Бельгії: 1982